# Relaciones Estados Unidos-Uganda
Las relaciones Estados Unidos-Uganda son las relaciones diplomáticas entre Estados Unidos y Uganda. De acuerdo con el Informe de liderazgo global de EE. UU. de 2012, el 79% de ugandeses aprueba el liderazgo de EE. UU., con un 11% de desaprobación e 10% de incertidumbre.

## Historia y resumen
Aunque las relaciones entre Estados Unidos y Uganda fueron tensas durante el gobierno de Idi Amin en la década de 1970, las relaciones mejoraron después de la caída de Amin. A mediados de 1979, Estados Unidos reabrió su embajada en Kampala. Las relaciones con los gobiernos sucesores fueron cordiales, aunque Milton Obote y su administración rechazaron las fuertes críticas de Estados Unidos a la situación de los derechos humanos de Uganda.
Las relaciones bilaterales entre los Estados Unidos y Uganda han sido buenas desde que Museveni asumió el poder, y Estados Unidos ha acogido con satisfacción sus esfuerzos para poner fin a los abusos contra los derechos humanos y perseguir la reforma económica. Uganda es un firme partidario de la Global Guerra contra el Terror. Estados Unidos está ayudando a Uganda a lograr un crecimiento económico impulsado por las exportaciones a través de la Ley de Crecimiento y Oportunidad de África y proporciona una cantidad significativa de asistencia para el desarrollo. Al mismo tiempo, a los Estados Unidos les preocupa que continúen los problemas de derechos humanos y el ritmo de avance hacia el establecimiento del pluralismo político genuino.

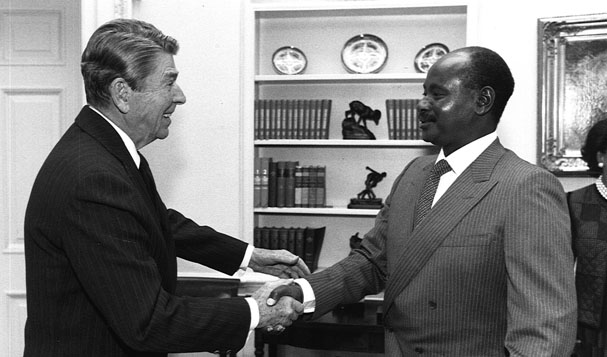
El presidente Reagan se reunió con el presidente Museveni en 1987

La asistencia para el desarrollo de los Estados Unidos en Uganda tiene el objetivo general de reducir la pobreza masiva. La mayoría de la asistencia del programa de los Estados Unidos se centra en las áreas de salud, educación y agricultura. Tanto la Agencia de los Estados Unidos para el Desarrollo Internacional (USAID) y los Centros para el Control de Enfermedades (CDC) tienen programas importantes para combatir el VIH/SIDA pandemia. Otros programas promueven el comercio y la inversión, frenan la degradación ambiental, fomentan la resolución pacífica de conflictos locales e internacionales y promueven un gobierno honesto y abierto. Los Estados Unidos también proporcionan grandes cantidades de asistencia [humanitaria] a las poblaciones sin acceso a suministros alimentarios adecuados debido a conflictos, sequía y otros factores.
Los voluntarios del Cuerpo de Paz de los Estados Unidos participan activamente en la capacitación de maestros y en los programas de VIH/SIDA. Los Estados Unidos. El Departamento de Estado lleva a cabo programas de intercambio cultural, trae a docentes e investigadores Fulbright a Uganda, y patrocina programas de giras y estudios de EE. UU. para una amplia variedad de funcionarios del gobierno, organizaciones no gubernamentales y organizaciones privadas. sector. A través del Fondo de Autoayuda del Embajador, los grupos locales en áreas pobres reciben asistencia para pequeños proyectos con un alto nivel de participación comunitaria.

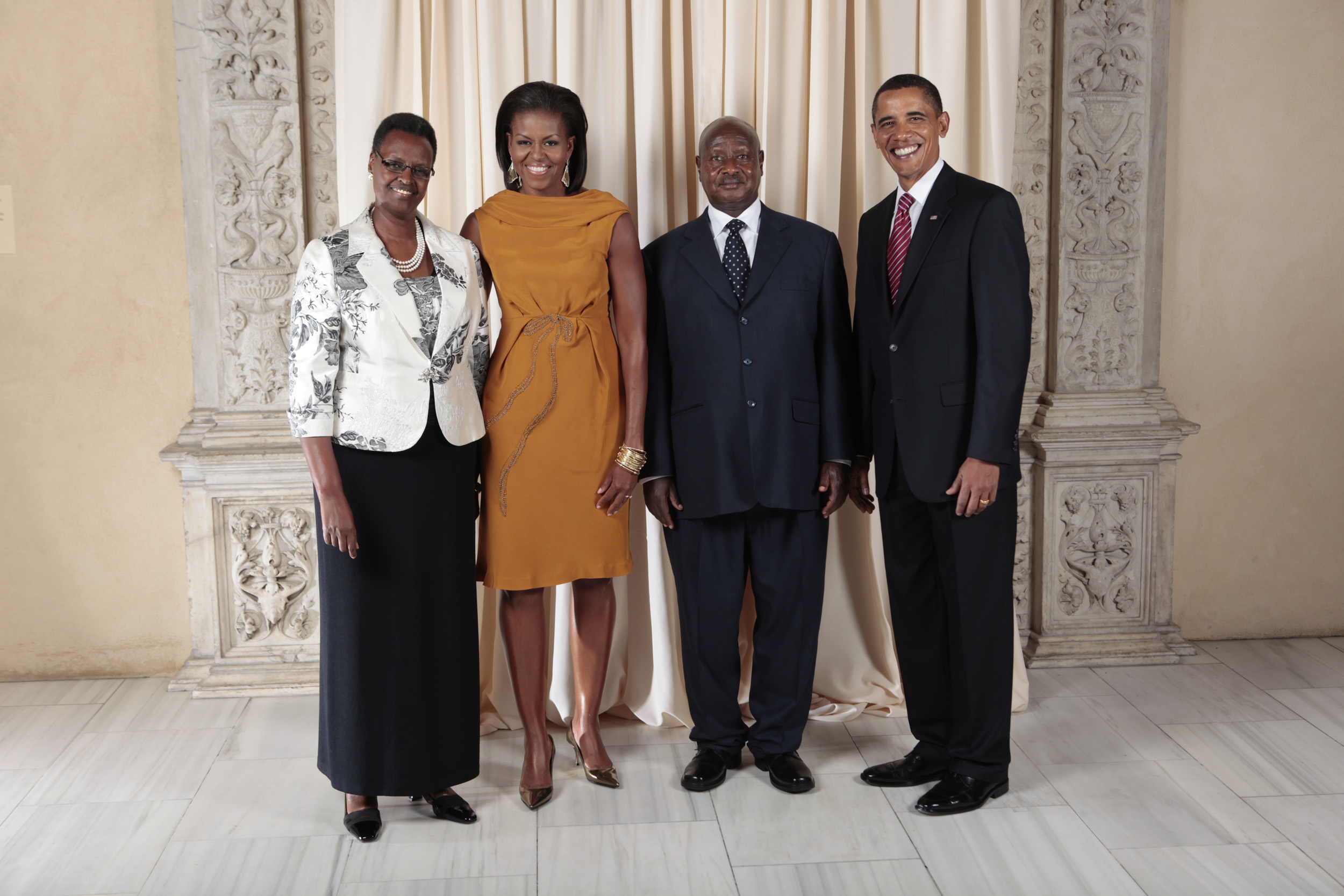
Yoweri Kaguta Museveni con los Obamas en 2009

Las relaciones entre los EE. UU. y Uganda también se benefician de importantes contribuciones a la atención médica, nutrición, educación y sistemas de parques de [los misioneros], organizaciones no gubernamentales, universidades privadas, investigadores del VIH / SIDA y organizaciones de vida silvestre. Los expatriados ugandeses que viven en los Estados Unidos también promueven vínculos más fuertes entre los dos países. Las relaciones han mejorado desde entonces bajo la administración de Donald Trump.
Los principales funcionarios de los Estados Unidos incluyen Embajador Scott H. DeLisi, la Jefa Adjunta de la Misión Patricia Mahoney, el Oficial de Asuntos Públicos Daniel Travis y la Directora de USAID Leslie Reed.
Los Estados Unidos mantienen una embajada en Kampala, Uganda.
Las relaciones entre los dos países se han visto sacudidas recientemente cuando, el 19 de junio de 2014, el gobierno de Obama recortó los fondos a Uganda además de cancelar un ejercicio militar planificado con sus fuerzas armadas en respuesta a la prohibición de Uganda de homosexualidad ese febrero, que ya había sido condenado en todo el mundo, especialmente del mundo occidental. El 20 de junio, el gobierno de Uganda acusó a los Estados Unidos de "chantaje".